# Kinds of Love
Kinds of Love ist ein Jazzalbum von Renee Rosnes. Die um 2020 entstandenen Aufnahmen erschienen am 3. September 2021 auf dem Label Smoke Sessions Records.

## Hintergrund
Das Album nahm die Pianistin und Komponistin Renee Rosnes mit dem Saxophonisten Chris Potter, dem Bassisten Christian McBride, dem Perkussionisten Rogério Boccato und dem Schlagzeuger Carl Allen auf. Die Aufnahmen entstanden kurz nach den Beschränkungen durch die Folgen der COVID-19-Pandemie in den Vereinigten Staaten. Für viele der beteiligten Musiker war die Aufnahmesession mit Rosnes nach der Pandemie-bedingten Zwangspause das erste Mal, dass sie wieder im Studio arbeiteten. Dies ist außerdem eine weitere All-Star-Besetzung von Rosnes, die auch als musikalische Leiterin der Gruppe Artemis fungiert; für dieses Projekt unter eigenem Namen hat sie diese neun Stücke mit Blick auf die mitwirkenden Musiker komponiert.
Rosnes kam bei dieser Session wieder mit Potter und McBride zusammen, die beide 1997 bei ihrem Blue Note-Album As We Are Now mitgewirkt hatten; das Album ist gleichzeitig ihre fünfte Aufnahme mit Potter, der im Pandemiejahr 2020 bei virtuellen Auftritten im Village Vanguard mit ihr spielte. Rosnes hat im Verlauf ihrer Karriere auch oft mit Carl Allen gespielt, daher ist Boccato der einzige neue Musiker für sie, den sie beim Spielen mit Jimmy Greene kennengelernt hat.
„Ich habe versucht, die Pandemie als Geschenk der Zeit zu betrachten, und das Wissen, dass ich bald mit meinen Freunden aufnehmen würde, inspirierte einen Großteil der Musik“, sagt Rosnes zu Jazz-FM. „Es war spannend, die Menschlichkeit des Musizierens im Moment wieder zu erleben. Jeder dieser Musiker sind tiefgründige, bescheidene Virtuosen und auf menschlicher Ebene aufgeklärte Geister.“

## Titelliste
- Renee Rosnes: Kinds of Love (Smoke Sessions)

1. Silk, 5:24
2. Kinds of Love, 5:47
3. In Time Like Air, 6:08
4. The Golden Triangle, 6:35
5. Evermore, 7:29
6. Passing Jupiter, 7:17
7. Life Does Not Wait (A Vida Não Espera), 5:20
8. Swoop, 6:35
9. Blessings in a Year of Exile, 5:31

Die Kompositionen stammen von Renee Rosnes.

## Rezeption
Chris Pearson verlieh dem Album in der britischen Times vier Sterne und lobte, auf ihrem Album sei Rosnes nach Lockdown in Folge der COVID-19-Pandemie in nachdenklicher Stimmung, mit Hommagen an Freundschaft, Familie, Romantik und andere Formen der Liebe. Das Album ende sogar mit einer Ballade mit dem Titel „Blessings in a Year of Exile“. Für Rosnes, eine Meisterin der Intensität und Subversion, könne dies jedoch nie so gemütlich klingen. Selbst diese glücklich betitelte Schlussnummer sei mit vorsichtigen Vorahnungen befrachtet.

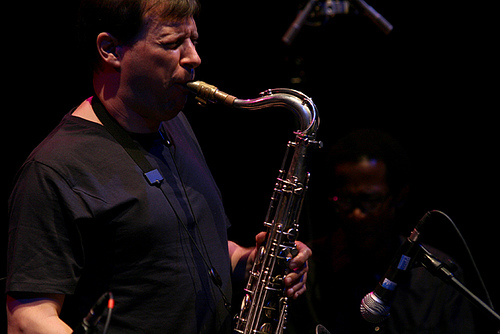
Chris Potter mit der David Binney Group in Budapest 2018

Nach Ansicht von Nate Chinen, der das Album in seinem Blog Take Five (WBGO) rezensierte, verdanke Kinds of Love seinen Titel der Idee, dass sich Liebe auf unzählige Arten manifestieren kann. Eine mögliche Verkörperung wäre das Gefühl unter einer Gruppe von Gleichgesinnten, wie sie Rosnes hier versammelt hat. Die von Rosnes stammende Nummer „The Golden Triangle“ besitze eine scharfsinnige harmonische Sprache und biete Soli der Superlative von Rosnes sowie von Potter und McBride. Der Titel des Stücks sei eine Anspielung auf den jazzclub Village Vanguard, wo Rosnes viele denkwürdige Auftritte hatte – und hoffentlich bald wieder tun wird, jetzt, da der Club im September 2021 wiedereröffnet werden soll.
Nach Ansicht von Jim Hynes (Glide Magazine) sei Rosnes mit der Musik des Albums sowohl am Piano als auch kompositorisch in Höchstform, mit einer Gruppe erfahrener Musiker, mit der sie sich eminent wohl fühle.
Rosnees erhielt für Kinds of Love bei den Juno Awards 2023 die Auszeichnung in der Kategorie Jazz Album of the Year – Solo.